# Aquidneck
Aquidneck è la più grande delle isole dello stretto del Rhode Island, che constano di tre isole maggiori e numerose isole e isolotti. A nordovest fronteggia l'isola di Prudence, mentre a sudovest fronteggia arcuando nell'insenatura del capoluogo della Contea di Newport, Newport, l'isola di Conanicut; le tre isole giacciono parallele nella baia di Narragansett.
Ad est l'isola fronteggia la costa della parte continentale della propria Contea che costituisce la parte di Cape Cod che si affaccia sulla baia di Narragansett.
L'isola ospita Newport, il principale centro della Contea e il più importante porto turistico americano, e altre due cittadine: Portsmouth e Middletown.